# Tom Burman
Tom Burman (1966. január 4. –) amerikai sportügyvivő, 2006 óta a Wyoming Cowboys és Cowgirls atlétikai igazgatója, 1995 és 2000 között helyettese.2000 és 2006 között a pozíciót a Portland State Vikingsnél töltötte be.
A Wyomingi Egyetemre és a Robert Morris Egyetemre járt.

## Fordítás
- Ez a szócikk részben vagy egészben  a   Tom Burman című angol Wikipédia-szócikk ezen változatának fordításán alapul.  Az eredeti cikk szerkesztőit annak laptörténete sorolja fel. Ez a jelzés csupán a megfogalmazás eredetét és a szerzői jogokat jelzi, nem szolgál a cikkben szereplő információk forrásmegjelöléseként.